# Prellbock

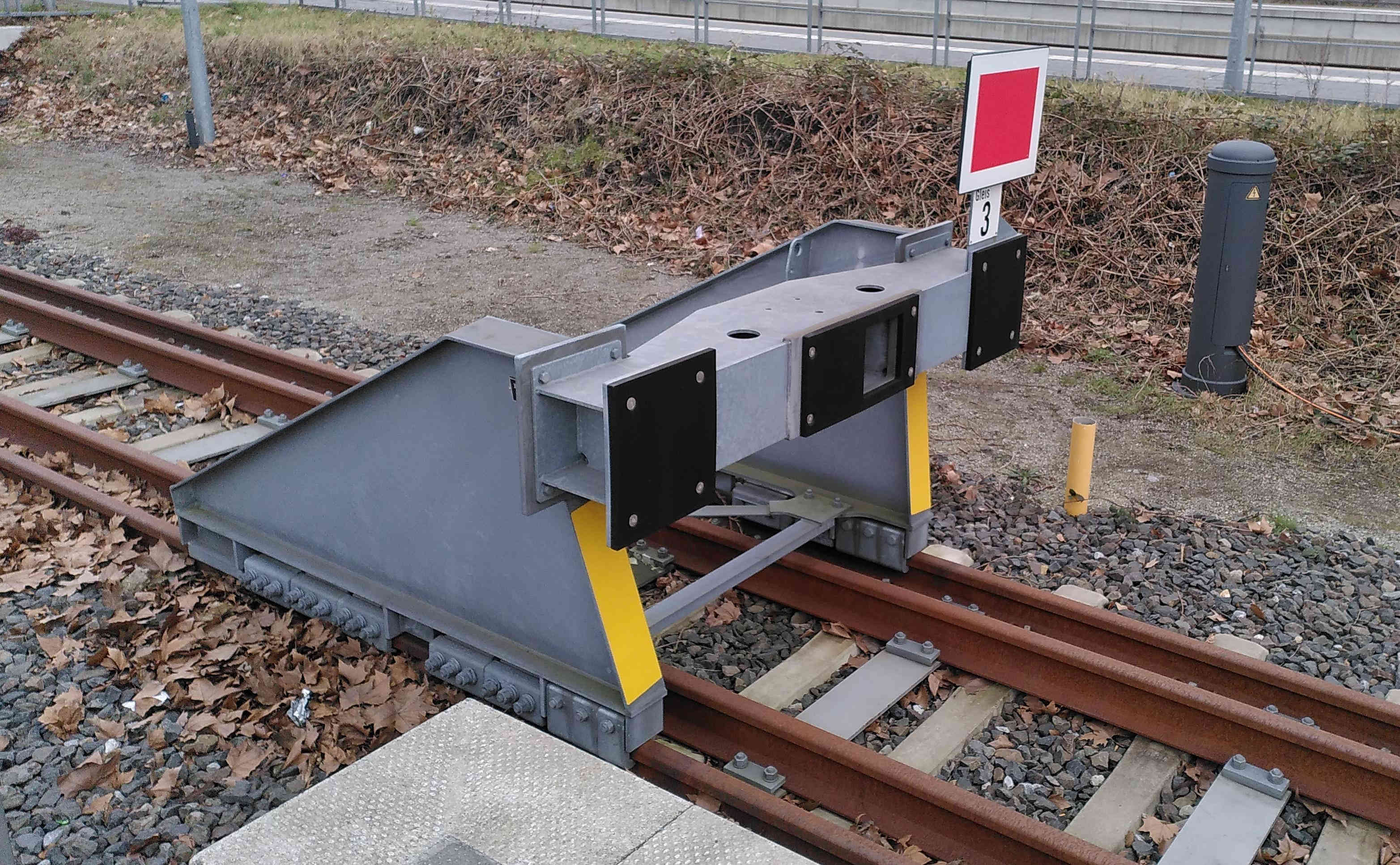
Bremsprellbock mit seitlichen Platten zur Druckaufnahme der seitlichen Puffer einer Schraubenkupplung und einer zusätzlichen mittleren für Scharfenbergkupplungen im Bahnhof Dorsten

Ein Prellbock, auch Pufferwehr oder Puffer, ist eine Form des Gleisabschlusses. Er verhindert, dass bei einem Stumpfgleis einer Eisenbahnstrecke ein Fahrzeug über das Gleisende hinausrollen kann.

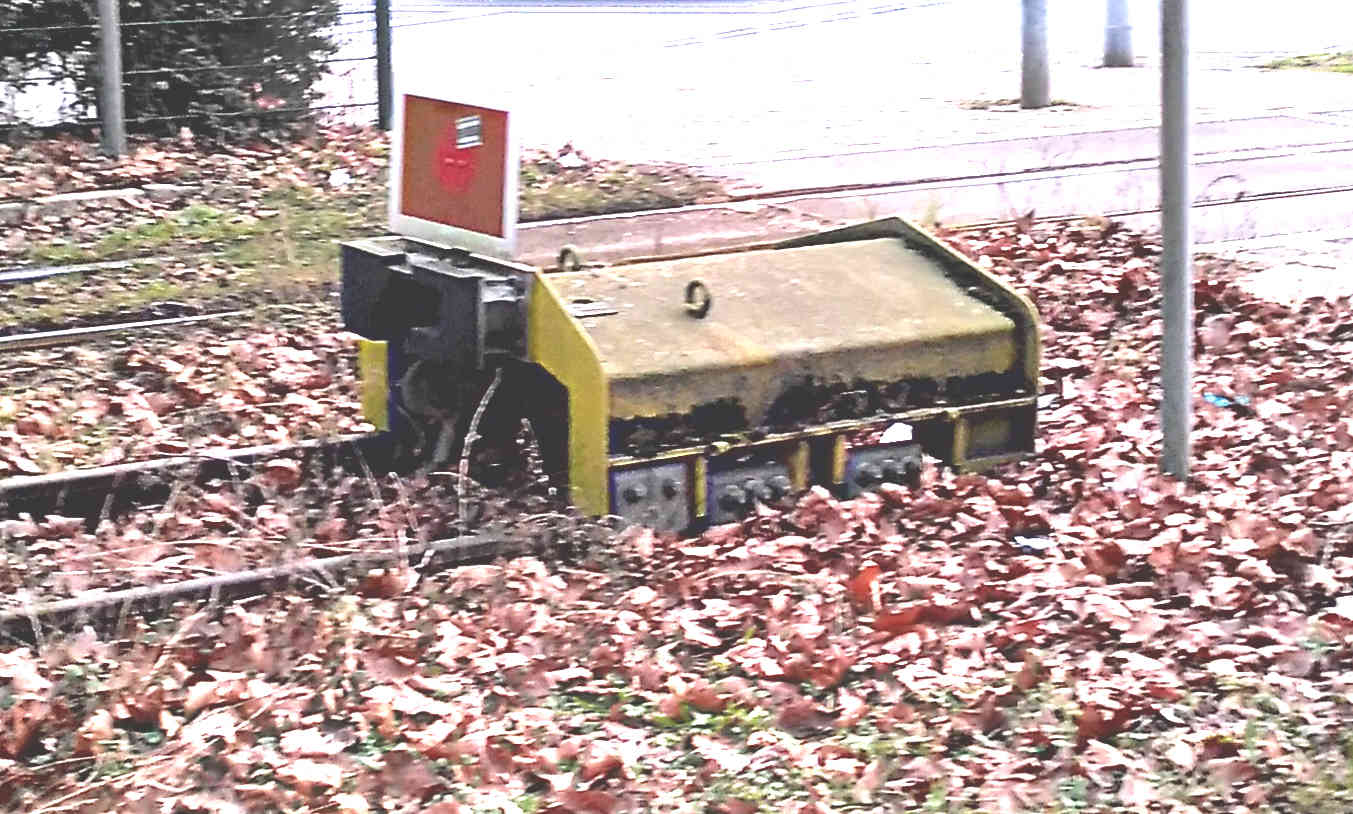
Bremsprellbock für Scharfenbergkupplung

## Bauweise
Prellböcke sind meist so beschaffen, dass sie beim Aufprall möglichst viel Energie des rollenden Zuges aufnehmen können, damit der Zug nach Möglichkeit unbeschädigt bleibt. Der Prellbock kann dabei unter Umständen verformt oder zerstört werden. Um diese Aufgabe bestmöglich zu erfüllen, sind Prellböcke üblicherweise auf das Kupplungssystem der Bahn angepasst. Es gibt auch Kombinationsprellböcke, wenn u. U. mehrere unterschiedliche Kupplungs-/Puffersysteme auf der gleichen Bahnlinie verwendet werden. Moderne Prellböcke sind zudem mit einem Aufkletterschutz versehen.

### Einfacher Prellbock
Anfangs waren Prellböcke einfache Konstruktionen, die geeignet waren, einzelne sehr langsam rollende Wagen aufzuhalten. Es zeigte sich jedoch schon früh, dass sie bei nur geringfügig höheren Geschwindigkeiten und Massen keinen wirksamen Schutz darstellen. Nach einer Reihe spektakulärer Unfälle um die Jahrhundertwende wie dem Eisenbahnunfall am Gare Montparnasse von 1895 und dem Eisenbahnunfall im Centralbahnhof Frankfurt von 1902 wurden moderne, energieabsorbierende Prellböcke entwickelt.

### Festprellbock

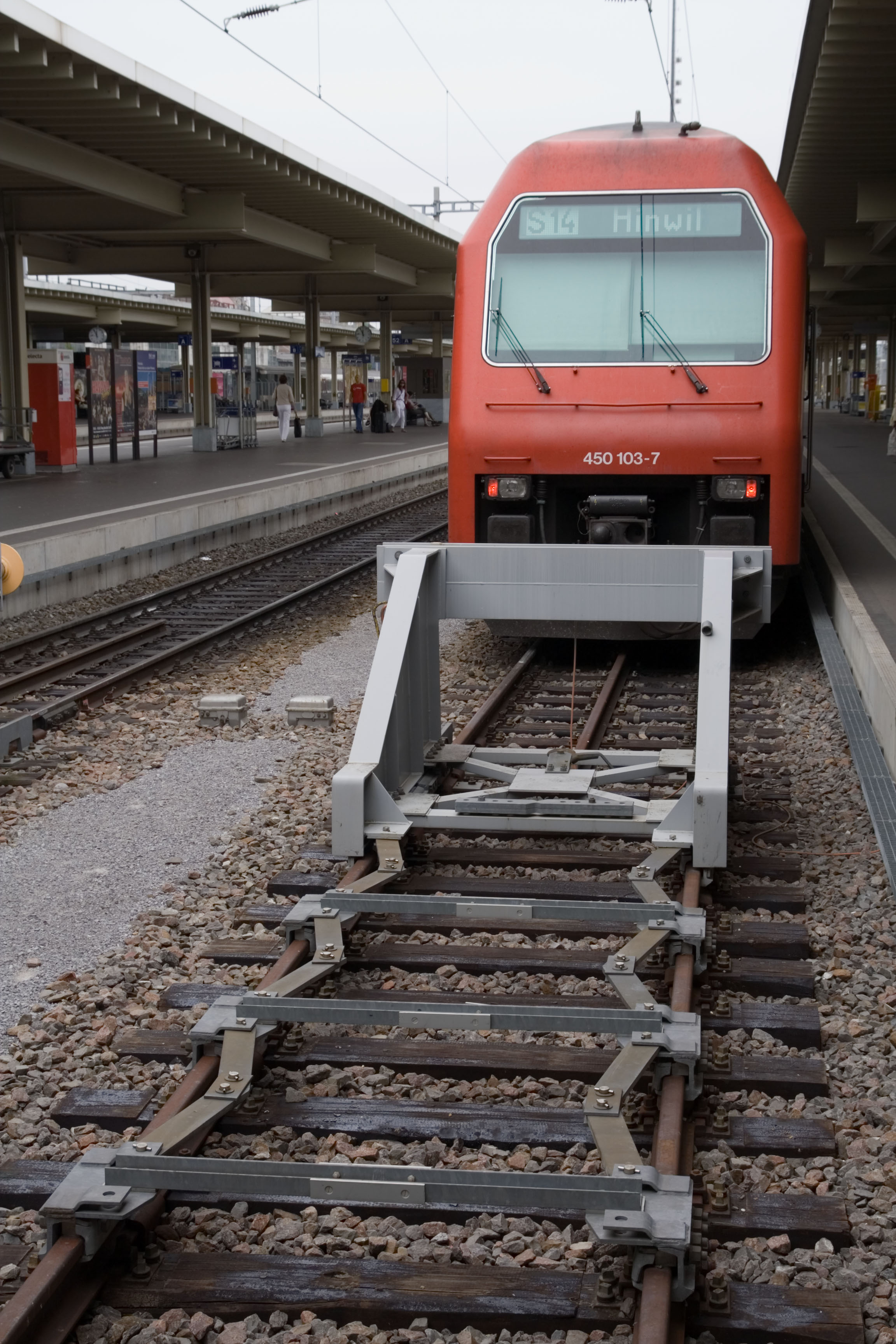
Bremsprellbock auf Gleis 54 in Zürich Hauptbahnhof

Ein Festprellbock wird fest im Boden oder an den Fahrschienen, in diesem Fall üblicherweise durch Schienenbohrungen, verankert. Ist mit Anfahrgeschwindigkeiten größer als 5 km/h zu rechnen, werden zur Absorption der Restenergie Dämpfungssysteme meist auf Hydraulikbasis verbaut.

### Bremsprellbock
Bremsprellböcke können deutlich höhere Energien als alle Arten von Festprellböcken aufnehmen. Sie werden in der Regel auf den Fahr- und gegebenenfalls Zusatzschienen mit speziellen Klemmen befestigt, die untereinander mit Schrauben verspannt sind. Diese Klemmen erzeugen eine hohe Reibung und können so beispielsweise einen Zug mit einer Masse von 850 Tonnen auf sieben Metern von 15 km/h bis zum Stillstand abbremsen, ohne die Fahrzeuge zu beschädigen. Ist mit höheren Massen oder Geschwindigkeiten zu rechnen, wird ein Bremsprellbock zusätzlich mit Schleppschwellen ausgerüstet. Diese erfordern jedoch eine Betonplatte als Untergrund und damit einen deutlich höheren Bauaufwand.
Entwickelt und patentiert wurde der Bremsprellbock von Ingenieur Franz Rawie aus Osnabrück, der nach dem Eisenbahnunfall im Centralbahnhof Frankfurt nach einer Lösung zum sicheren Abbremsen von Zügen suchte. 1907 erprobte er sein Bremssystem „Nummer 1“ im Bahnhof Ibbenbüren. Da die Bahn keine ihrer Lokomotiven für den Versuch hergeben wollte, beschleunigte man einige alte Güterwagen durch Pferde und ließ sie auf den Bremsprellbock auflaufen, der sie wirksam abbremste. Danach wurden in den Bahnhöfen Schneidemühl, Duisburg und im Bremer Bahnhof in Osnabrück weitere Bremsprellböcke zu Testzwecken aufgestellt. Nachdem alle Versuche mit dem Bremsprellbock zufriedenstellend ausgefallen waren, wurde 1910 der Frankfurter Hauptbahnhof als erstes mit ihnen ausgestattet.

### Klappbarer Prellbock
Um ein Gleis zeitweise zu sichern, werden alternativ zu Schutzweichen mit Bremsprellbock oder Gleissperren einklappbare oder versenkbare Prellböcke verwendet. Diese sind sowohl als Festprellbock mit und ohne Hydraulikdämpfer als auch als Bremsprellbock mit parallel zu den Fahrschienen verlaufenden Bremsschienen zu finden. Klappbare Prellböcke dienen in Ablaufanlagen dem Abschluss der Richtungsgleise, um zu verhindern, dass Wagengruppen nach Rangierstößen in den Weichenbereich weiterlaufen. Beispielsweise werden auf dem Rangierbahnhof Nürnberg verfahr- und versenkbare Prellböcke eingebaut. Damit kann auf die Sicherung durch Hemmschuhe verzichtet werden.

### Improvisierter Gleisabschluss
Bei manchen Nebenbahnen und in Nebengleisen werden teilweise recht primitive Konstruktionen eingesetzt. Beispielsweise kann aus zwei kreuzweise in ein Schwellenfach geschobenen Holzschwellen ein Schwellenkreuz als provisorischer Gleisabschluss hergestellt werden.

### Sandgleis
Ähnlich einer Notfallspur kann der Zug durch ein kontrolliertes Ableiten in ein Sandgleis abgebremst und zum Stehen gebracht werden. Einen bekannten Anwendungsfall gab es im Bahnhof Eibenstock unt Bf an der Steilstrecke Eibenstock.

## Deutschland
In Deutschland ist vor Prellböcken in der Regel das Schutzhaltsignal Sh 2 in Form einer Tafel angebracht. In Nebengleisen ist häufig das Signal Sh 0 vorzufinden, welches aber bei Neubauten und Erneuerungen nicht mehr zulässig ist.
Prellböcke müssen in Europa seit 1. Juli 2012 den Anforderungen der Eurocodes (insbesondere Eurocode 3) entsprechen. Im Bereich der Deutschen Bahn sind die Anforderungen im Deutsche-Bahn-Standard 918.005 geregelt.

## Unfälle

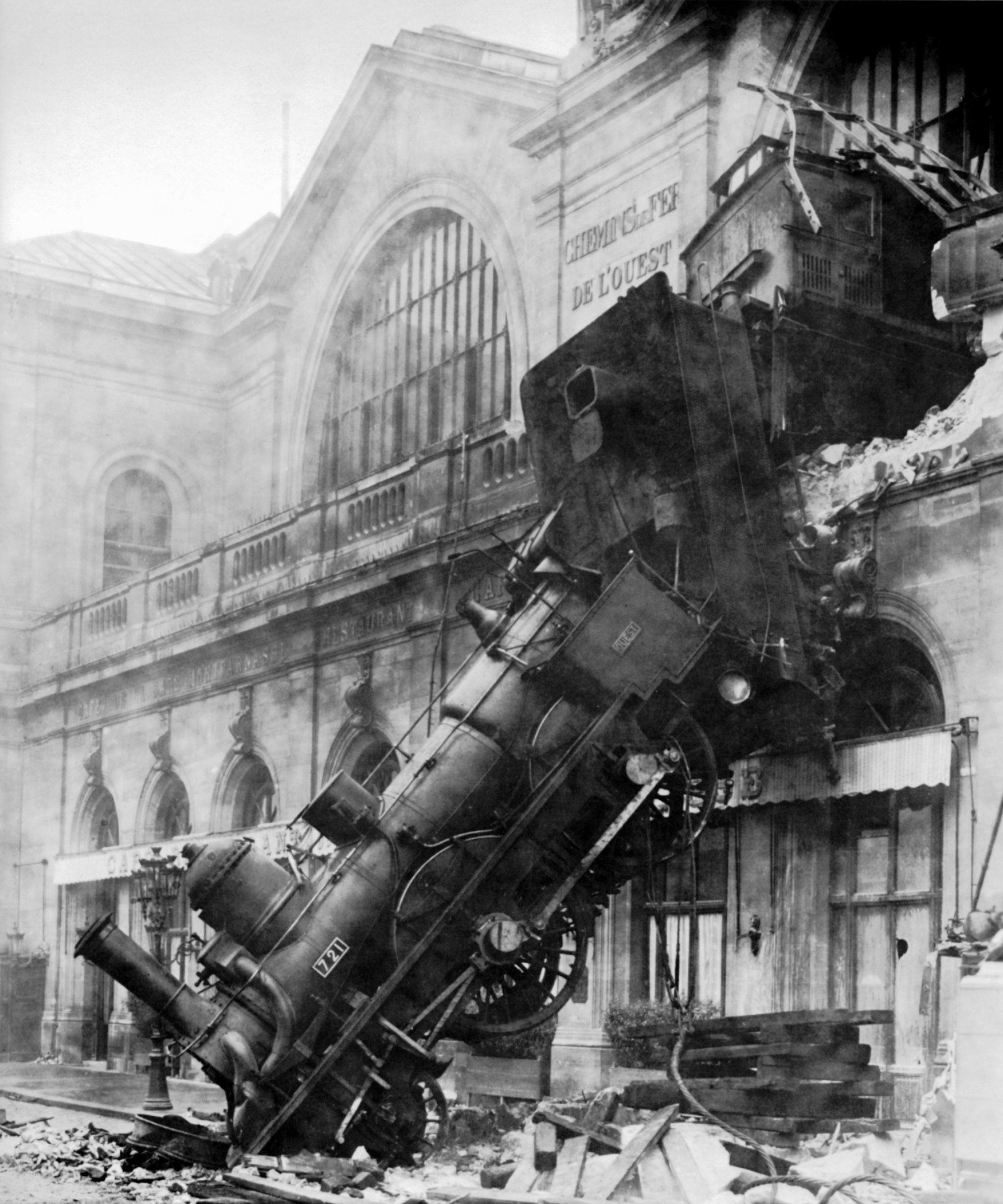
Eisenbahnunfall am Gare Montparnasse, Paris, 1895

- Bekannt ist das Bild von einer aus einem Bahnhof in Hochlage hinuntergekippten, abgestürzten Dampflokomotive beim Eisenbahnunfall am Gare Montparnasse in Paris 1895.
- Beim Eisenbahnunfall im Centralbahnhof Frankfurt kam die Lokomotive des Ostende-Wien-Expresses am 6. Dezember 1901 erst im Wartesaal zum Stehen.
- Beim Eisenbahnunfall im Bahnhof De Akkers (Rotterdam) endete die Fahrt eines Metro-Zuges in der Nacht auf den 2. November 2020 hinter dem Prellbock auf der Schwanzflosse (Fluke) der Beton-Skulptur „Walschwänze“ von Maarten Struijs und nicht 10 m tiefer im Wasser.[5]